# IMEI

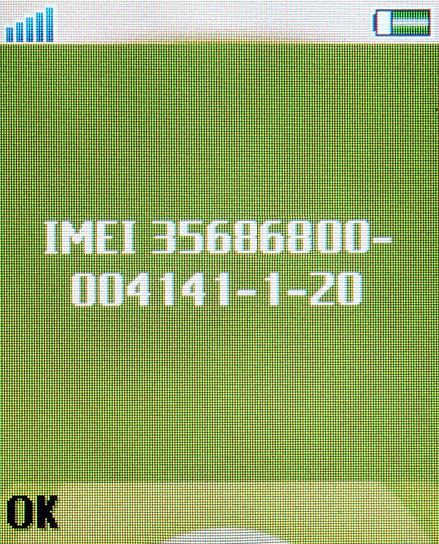
IMEI 356866072812859

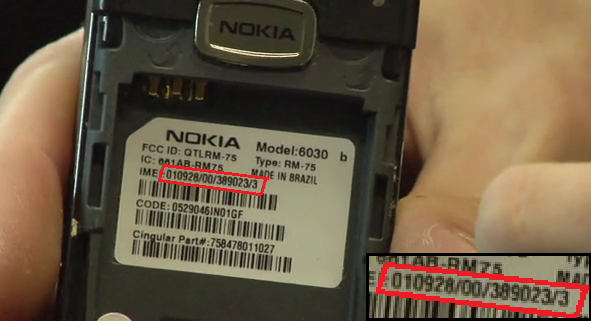
IMEI

El IMEI (del inglés International Mobile Equipment Identity, identidad internacional de equipo móvil) es un código USSD pregrabado en los teléfonos móviles GSM. Este código identifica al aparato de forma exclusiva a nivel mundial, y es transmitido por el aparato a la red al conectarse a esta.
Esto quiere decir, entre otras cosas, que la operadora que usemos no solo conoce quién y desde dónde hace la llamada (SIM), sino también desde qué terminal telefónico la hizo.
La empresa operadora puede usar el IMEI para verificar el estado del aparato mediante una base de datos denominada EIR (Equipment Identity Register).
El IMEI  permite funciones como el bloqueo de terminales móviles en caso de robo, para lo cual simplemente tendremos que notificar el IMEI del móvil a nuestra operadora de telefonía para que proceda su bloqueo y así pueda impedirse la comunicación desde ese dispositivo mediante el bloqueo de llamadas. También es posible liberar un teléfono móvil bloqueado para su uso con una nueva operadora móvil a partir del código IMEI, independientemente de la marca o modelo.
El IMEI de un aparato habitualmente está impreso en la parte posterior del equipo, bajo la batería, en el caso de dispositivos que contienen batería interna este puede encontrarse al reverso en la parte inferior del equipo en números pequeños, en algunos casos también puede llegar a encontrarse en el puerto donde se introduce la tarjeta SIM (chip). Asimismo, se puede marcar el código USSD siguiente *#06# (asterisco, almohadilla, cero, seis, almohadilla) para que aparezca en la pantalla del dispositivo; los dispositivos con dos ranuras SIM tienen dos números IMEI diferentes, uno por cada ranura SIM.

## Estructura
El IMEI está normalizado por la 3GPP y el documento TS 23.003, tiene 15 cifras (en algunos teléfonos 14, se omite el último dígito SPARE, normalmente un 0). Los IMEI que contengan la secuencia «17», sus 2 últimos dígitos no se emplean «00». El IMEI se subdivide en varios campos TAC, FAC, SNR y SPARE. El código de IMEI consta de cuatro partes y sigue el siguiente esquema: XXXXXX YY ZZZZZZ W.
- La primera parte (XXXXXX), los 6 primeros caracteres, se denomina Type Allocation Code (TAC), en donde los primeros dos dígitos indican el país de fabricación del equipo.
- La segunda parte (YY) es el Final Assembly Code (FAC) e indica el fabricante del equipo.
- La tercera parte (ZZZZZZ), compuesta de seis caracteres, es el número de serie del teléfono (SNR).
- El último dígito (W), es el dígito verificador o Spare, usado para verificar que el IMEI es correcto.

## EIR
La EIR (Equipment Identity Register, por sus siglas en inglés) es una base de datos en la que existe información sobre el estado de los teléfonos móviles. Dentro de esta base de datos existen tres listas de IMEI: la blanca, la gris y la negra.
- La lista blanca identifica a los equipos que están autorizados para recibir y realizar llamadas. Esta lista debe siempre existir en el EIR, aun cuando sea la única; las otras dos son opcionales.
- La lista gris identifica a los equipos que pueden hacer y recibir llamadas, pero que pueden ser supervisados para descubrir la identidad del usuario utilizando la información almacenada en el chip SIM.
- La lista negra identifica a los equipos a los que se les impide conectarse a la red. Contiene los identificativos de los equipos robados o utilizados de forma ilegal y también la de aquellos equipos que no pueden acceder al sistema porque podrían producir graves problemas técnicos; por lo tanto, no pueden realizar ni recibir llamadas.